# ماهیچه (مکانیک)

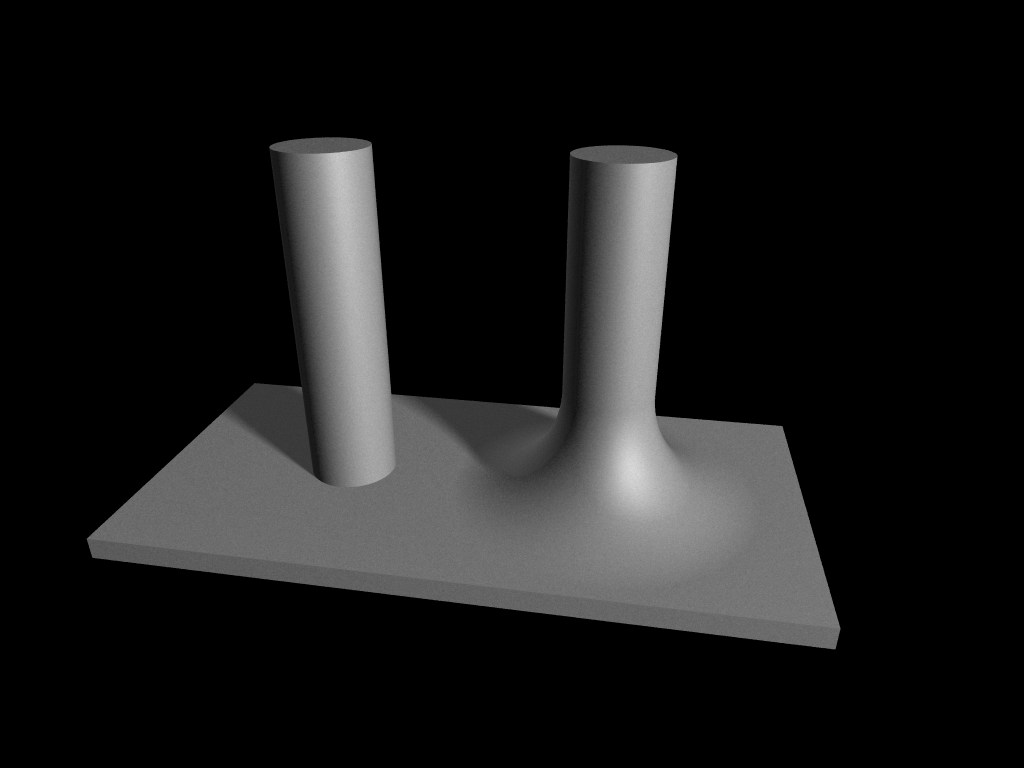
نمونه‌ای یک ستون بدون ماهیچه (چپ) و یک ستون ماهیچه دار (راست)

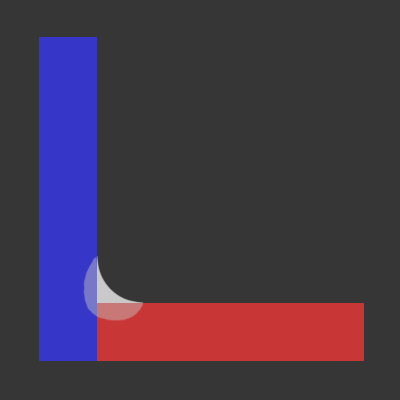
معمولا در قسمت‌هایی که دو عضو به یکدیگر جوشکاری شده‌اند ماهیچه‌ها یافت می‌شوند

در مهندسی مکانیک، یک ماهیچه از گرد کردنِ گوشه بیرونی یا داخلی یک قطعه طراحی شده به وجود می‌آید. گوشهٔ بیرونی یا داخلی که دارای زاویه یا نوعی سطح مایل است، پَخ نامیده می‌شود. ماهیچه‌ها همچنین گرده نیز گفته می‌شوند. بر اساس هندسه ماهیچه‌ها، هنگامیکه بر روی گوشه خارجی خطی از تابع مقعر باشد در حقیقت بر روی گوشه داخلی خطی از تابع محدب قرار دارد.

## موارد استفاده
- تمرکز تنش یک مشکل برای قسمت‌های مکانیکی تحمل‌کننده بار به‌شمار می‌رود که می‌توان با بکار گیری ماهیچه‌ها در نقاط یا خطوطی که انتظار تنش زیاد می‌رود، آن را کاهش داد. ماهیچه با توزیع تنش روی محیطی گسترده‌تر باعث افزایش تحمل بار و مقاومت می‌شود.
- برای ملاحظه در ایرودینامیک، ماهیچه‌ها برای کاهش پسای تداخلی مورد استفاده قرار می‌گیرند یعنی جایی که اجزای هواپیما مانند: بالها، پایه‌ها و بقیه قسمت‌ها به یکدیگر متصل می‌شوند.
- در تولید، گوشه‌های مقعر گرد شده این اجازه را می‌دهند تا از فرزهای انگشتی برای بریدن و درآوردن قسمتی از ماده استفاده شود. در صورتی که فرز هم‌زمان برای درآوردن سطح منحنی‌های پیچیده استفاده شود، این کار کم شدن سیکل عملیات را در پی دارد.
- شعاع (Radii) برای از بین بردن گوشه‌های تیز به کار می‌رود که ممکن است به راحتی آسیب ببیند یا هنگام استفاده کردن موجب جراحت شوند.

## فرایند طراحی
ماهیچه‌ها را می‌توان با استفاده از نرم‌افزارهای مدل سازی سه بعدیِ کنترل شده توسط کامپیوتر به سرعت برای قطعات طراحی کرد. هنگامی که این ویژگی‌ها در طراحی کامیپوتری قطعات لحاظ شوند، اغلب به‌طور اتوماتیک توسط کنترل عددی کامیپوتری ساخته می‌شوند.
بسته‌های مختلف از اسم‌های متفاوتی برای عملیات یکسان استفاده می‌کنند. کتیا، وکتر ورکس، اوتودسک اینونتر و سالیدورکس برای اشاره به لبه‌های گرد شدهٔ مقعر و محدب از عنوان ماهیچه و برای بریدن زاویه‌ای لبه‌ها و گوشه‌های مقعر از عنوان پَخ استفاده می‌کنند.